# Roxane Gay
Pour les articles homonymes, voir Gay.
Roxane Gay, née le 15 octobre 1974, est une auteure, professeure d'université et éditrice américaine. Elle est l'auteure de l'essai Bad Feminist publié en 2014, best-seller selon le New York Times. Elle a également écrit la série de nouvelles Ayiti (2011), le roman An Untamed State (2014), la série de nouvelles Difficult Women (2017) et ses Mémoires intitulés "Hunger" (2017).
Roxane Gay a été professeure adjointe au sein de la Eastern Illinois University durant quatre ans avant de rejoindre la Purdue University en tant que professeure adjointe d'Anglais. 

## Biographie
Roxane Gay est née à Omaha, au Nebraska. Elle est la fille d'immigrés haïtiens installés aux États-Unis. Elle fréquente l'école secondaire de l'Académie Phillips Exeter au New Hampshire.
Inscrite à l'université Yale, elle démarre un premier cycle qu'elle abandonne en dernière année, afin de suivre une relation en Arizona,. Après avoir complété son Bachelor of Arts au Nebraska, elle obtient un Master of Art en écriture créative de l'université du Nebraska à Lincoln. En 2010, Roxane Gay obtient un doctorat (Ph.D) en rhétorique et communication technique à l'Université technologique du Michigan. Sa thèse, dirigée par Ann Brady, s'intitule Subvertir le poste de sujet : Vers un nouveau discours sur les étudiants en tant qu'écrivains et étudiants en génie civil en tant que communicants techniques,.
Roxanne Gay se lance dans l’écriture d’essais dès l’adolescence. Son travail est alors fortement influencé par le viol collectif qu'elle dit avoir subi à l’âge de douze ans. Elle utilise également sa plume pour revendiquer sa bisexualité.

## Carrière professionnelle
Une fois l'obtention de son doctorat, Roxane Gay commence sa carrière dans l'enseignement à l'université d'Eastern Illinois, où elle devient professeure adjointe d'anglais. En parallèle de ses tâches professorales, elle officie comme éditrice et contributrice pour le magazine Bluestem. Auteure, elle contribue régulièrement au New York Times, en rédigeant des billets d'humeur. Elle est la fondatrice de Tiny Hardcore Press, un éditeur d'essais pour The Rumpus. Roxane Gay est également co-éditrice avec M. Bartley Seigel de PANK, un collectif artistique littéraire sans but lucratif.
À la fin de l'année scolaire 2013-2014, elle quitte l'université d'Eastern Illinois et entre à l'université publique Purdue en tant que professeure d'anglais et professeure associée d'écriture créative. En 2011, elle publie Ayiti, une collection de courtes histoires, puis deux ouvrages en 2014, le roman A Untamed State et la collection d'essais Bad Feminist. Time Magazine déclare alors l'année 2014 comme l'année Roxane Gay,.

### A UntamedState(2014)
En 2014, Roxane Gay publie la fiction A Unstamed State (Treize jours) chez Grove Press. Le roman explore les thèmes interconnectés de la race, du privilège, de la violence sexuelle, de la famille et de l'expérience des immigrants,.
Mireille Duval Jameson, une Américaine haïtienne est enlevée et torturée. Le temps s'étire alors puisque son père craignant que l'ensemble de ses filles ne soient kidnappées les unes après les autres, tarde à verser la rançon. A Unstamed State est souvent décrit comme un conte de fées en raison de sa structure et de son style, en particulier en ce qui concerne la phrase d'ouverture : "Il était une fois, dans un pays lointain, j'ai été kidnappée par une bande de jeunes sans peur […]". L'ouvrage est réédité en français aux éditions Denoël en 2017.

### Bad Feminist(2014)
Inspirée par la féministe afro-américaine bell hooks, Roxane Gay rassemble dans Bad Feminist une série d'écrits traitant des questions culturelles et politiques, de race et de genre. Il s'agit de textes d'abord publiés dans le quotidien The New York Times ou sur le site The Rumpus. La première partie de l'ouvrage est consacrée à l'enfance de l'auteure dans laquelle, elle évoque ses difficultés d'enfant à trouver des modèles identificatoires au sein d'une littérature majoritairement composée d'héroïnes blanches et aisées,. Selon elle, la défense de l’égalité des sexes ne dispense pas d’assumer ses contradictions, elle écrit dans l'introduction de Bad Feminist : « Je revendique le label de mauvaise féministe parce que je suis humaine. Je suis bordélique. Je n'essaye pas d'être parfaite. Je ne dis pas que j'ai réponse à tout.».
Un critique du magazine Time qualifie le recueil de « manuel sur la façon d'être humain. » Pour l'auteure, Bad Feminist définit son rôle de féministe et l'influence de ce statut sur son écriture : « J'essaie de montrer comment le féminisme influence ma vie pour le meilleur ou pour le pire. Il montre simplement comment se déplacer dans le monde en tant que femme. Il ne s'agit pas seulement de féminisme, il s'agit de l'humanité et de l'empathie.».

### World of Wakanda(2016)
En juillet 2016, Roxane Gay et la poétesse américaine Yona Harvey s'associent à l'auteur Ta-Nehisi Coates pour la rédaction de World of Wakanda, futur projet de Marvel Comics. Grâce à l'écriture de ce spin-off rattachée à la franchise Black Panther, elles deviennent, en même temps que Nilah Magruder, les premières femmes afro-américaines à travailler pour la maison d'édition.
Black Panther: World of Wakanda a été salué pour sa représentation des personnages LGBTQ. La bande dessinée suit le voyage de deux amantes Aneka et Ayo, anciennes membres de Dora Milaje, la force de sécurité féminine de Black Panther. Les jeunes femmes sont confrontées à de nombreuses péripéties, y compris le siège de leur ville par Thanos et l’inondation de Wakanda par Namor.
La série est annulée en juin 2017, soit deux jours après l’avant-première du film Black Panther. Le dernier numéro a été publié en mars 2017. Marvel Comics n’apporte aucune raison officielle à cette suppression. Cependant pour David Gabriel, vice-président de la maison d’édition : « Les gens ne voulaient pas de davantage de diversité. Ils souhaitaient seulement de nouveaux personnages féminins. C'est ce que nous avons entendu, que nous le croyions ou non. Je ne sais pas si cela est vrai, mais c'est ce que nous avons vu dans les ventes.».

### Difficult Women(2017)
En 2017, Roxane Gay publie le recueil Difficult Women chez Grove Press. L’ouvrage comprend une collection de récits fictifs et relate l’histoire de femmes dont les vies diffèrent du spectre de la société et de sa normalité. Chaque histoire suit un personnage différent et son parcours à travers une expérience traumatique ou ce qui la distingue des normes sociétales. Les femmes sont considérées comme «difficiles», car elles défient les limites de ce qui constitue une société et de sa représentation de la femme parfaite.

### Hunger: A Memoir of (My) Body(2017)
Le mémoire de Roxane Gay, Hunger est édité en juin 2017. Elle y raconte son expérience avec son poids, l'image corporelle et la construction d'une relation positive avec la nourriture. Dans une interview pour le Elite Daily, elle décrit ce livre comme un témoignage de «ce que c'est que de vivre dans un monde qui a essayé de discipliner les corps indisciplinés».
À la suite de la publication de Hunger, l’auteure se lance dans une tournée nationale, soit 21 événements organisés dans 20 villes des États-Unis, dont beaucoup dans des librairies indépendantes,. Malgré l’accueil du public, Roxane Gay trouve les échanges avec la presse « difficiles » voir « cruels » et « humiliants » comme elle l’exprime en juin 2017 sur le site australien Mamamia. Un mal aise et une violence qui selon elle serait liés à la difficulté des gens à parler de la graisse.

### Autres projets
En 2010, Roxane Gay participe à l’ouvrage collectif Girl Crush: Women's Erotic Fantasies chez Cleis Press.
À partir de novembre 2014, elle devient la rédactrice en chef de The Butter, un site d'écriture féministe en ligne, projet frère de The Toast. The Butter présentait des écrits sur une grande variété de sujets, y compris le handicap, la littérature, la famille ou la musique. Le site cesse ses publications en août 2015.  
Le 17 juin 2016, elle co-présente un segment de cinq minutes pour The American Life, où elle évoque son corps et la manière dont elle est perçue comme personne adulte.
En 2016, elle soutient la campagne d'Hillary Clinton, tout en se montrant pessimiste quant aux droits des femmes aux États-Unis. La même année, elle est citée dans le l'ouvrage In the Company of Women : Inspiration and Advice from over 100 Makers, Artists, and Entrepreneurs.
Elle est l’auteure de How to Be Heard dont la publication est à l’origine prévue chez TED Books, une marque de Simon & Schuster, pour l'année 2018. Cependant, en janvier 2017, elle se rétracte en raison des objections de la maison d'édition américaine, quant à la publication d’un ouvrage de l’ancien journaliste Milo Yiannopoulos.
En 2019, avec l'écrivaine Tressie McMillan Cottom, elle crée le podcast féministe "Hear to Slay".
Ses textes ont été édités dans une longue série d'ouvrages et titres de presse dont Best American Mystery Stories 2014, Best Sex Writing 2012, A Public Space, American Short Fiction, West Branch, NOON, Bookforum, Time, The Los Angeles Times, The Nation ou The New York Times Book Review.

## Prix
- 2018 : prix Eisner de la meilleure mini-série pour La Panthère noire : World of Wakanda (avec Alitha Martinez et Ta-Nehisi Coates)

## Publications

### Essais
- Girl Crush: Women's Erotic Fantasies, ouvrage collectif, Cleis Press, 220p, 2010,  (ISBN 1573443948)
- Ayiti, Artistically Declined Press, New York, 121p, 2011,  (ISBN 9781450776714)
- A Unstamed State, Grove Press, Black Cat, New York, 368p, 2014,  (ISBN 0802122515)
- Bad Feminist, Harper Perennial, New York, 320p, 2014,  (ISBN 9780062282729)

- traduit en français sous le titre Bad Feminist par Santiago Artozqui, Paris, Éditions Denoël, 2018, 464 p.  (ISBN 978-2-207-13964-6)
- Waveform, Twenty-First-Century Essays by Women, ouvrage collectif édité par Marcia Aldrich, University of Georgia Press, 2016,  (ISBN 9780820350196)
- Difficult Women, Grove Press, New York, 260p, 2017,  (ISBN 9780802125392)
- Hunger : A Memoir of (My) Body, HarperCollins, New York, 320p, 2017,  (ISBN 9780062362599)
- How to Be Heard, Simon & Schuster, 120p, 2017,  (ISBN 150112000X)

### Traductions
- Treize jours (An Untamed State), traduction Santiago Artozqui, collection Denoël & d'ailleurs, Éditions Denoël, 480p, 2017,  (ISBN 9782207135945)

### Comics
- Black Panther : World of Wakanda, Ta-nehisi Coates, Roxane Gay, Yona Harvey, Illustrations d'Alitha Martinez et Afua Richardson, Marvel Comics, 144p, 2017,  (ISBN 130290650X)
- Participation à : Diane Noomin et collectif, Drawing Power : Women's stories of sexual violence, harassment and survival, Abrams Books, 2019, 272 p. (ISBN 978-1-4197-3619-3), prix Eisner de la meilleure anthologie 2020[49]
traduit en français par Samuel Todd sous le titre Balance ta bulle : 62 dessinatrices témoignent du harcèlement et de la violence sexuelle, Massot Éditions, 2020  (ISBN 978-2380352283)